# キム・ウルドン
キム・ウルドン（漢字: 金乙東、ハングル: 김을동、ラテン翻字: Kim Eul-dong、1945年9月5日 - ）は、大韓民国の声優、女優であり、前国会議員である。日本ではキム・ウルトンの表記も用いられている。2014年7月より、朴槿恵大統領の与党であるセヌリ党の党最高委員を務めている。
本貫は安東金氏。祖父は日韓併合時代の独立軍将軍であった金佐鎮（キム・ジャジン）、父に金斗漢（キム・ドゥハン）、母に李載熙。実業家の宋政雄は夫、俳優のソン・イルグクは長男、女優のソン・ソンイは長女である。

## 人物
1945年9月5日、ソウル市の侠客で後に政治家（第3代および第6代国会議員）となる金斗漢の娘として生まれる。中央大学校政治外交学科在学中の1967年、東亜放送（DBS）に声優として採用、1972年に韓国放送公社（KBS）のタレントとして特別採用され、以来、女優としてテレビや映画などで活動を続けてきた。
1995年6月、第1回地方選挙の一つとして実施されたソウル市議会議員選挙にて民主党から出馬、全国最多得票を得て当選した。その後、第16代総選挙と第17代総選挙において城南市寿井区から出馬したがいずれも落選、2008年4月に行われた第18代総選挙にて親朴連帯（後の未来希望連帯）から比例代表候補として出馬して当選を果たし、政界入りした。任期満了に伴って2012年4月に行われた第19代総選挙では、ソウル特別市松坡丙区からセヌリ党（彼女が所属していた未来希望連帯は2月にハンナラ党に合流、その後党名を「セヌリ党」に改称）の公薦を得て立候補し、再選を果たした。
2014年7月14日のセヌリ党全党大会で行われた指導部選挙に出馬、党指導部に女性1名を選ぶ規定により、最高委員に選出された。
2015年7月22日のセヌリ党最高重鎮連席会議で竹島の領有権を主張する日本の防衛白書を非難し、「李承晩元大統領は60数回にわたって日本に対馬返還を要求している。サンフランシスコ講和条約の過程でも韓国は日本から対馬を返してもらわなければならない」と訴え、「対馬が韓国領土だという根拠は歴史の中にも見いだすことができる」と日本からの「対馬奪還」を強く主張している。
2016年4月の第20代総選挙で共に民主党の南仁順候補に敗れて落選した。
仏教徒。

### 家族関係
「親日派のための弁明」の著者金完燮はインターネット上で、金乙東の祖父金佐鎮について、「金佐鎮は李氏朝鮮時代ならまさに山賊一味の頭目」「金佐鎮のせがれ（金斗漢）は、国会で肥溜めの中身を撒いたりしたやくざ者」と言及した。2006年2月22日、孫で国会議員の金乙東は、金完燮を名誉毀損罪でソウル中央地検に告訴した。また金乙東は2008年8月、独立有功者礼遇に関する法律改正案を建議し、名誉を傷つけた者に対しての罰則・罰金の強化を主張した。
また、1990年に金斗漢が元浮浪児で金佐鎮の息子ではないため血縁は無いという説を金容沃が唱えており、さらに2011年に金佐鎮の外孫娘だと主張する魏某という女性にDNA検査を求められたが拒否しているとも言われた。これに対し、キム・ウルドン本人は金容沃教授に公開謝罪を求め、ラジオ番組で魏某こそがDNA検査を拒否した偽物だと反論した。国家報勲処の報道官室関係者もメディアに対し、キム・ウルドンが金佐鎮の孫娘という事実が確認できると説明した。
2002年にドラマ『野人時代』の放送直前に壮年期の金斗漢を演じたキム・ヨンチョルと対談した。そこで自分と息子のソン・イルグクが俳優でありながら出演しない理由について、「お父さんの話になると、どうやって冷静に演技できるかと思った」と話した。

## 経歴
出生：1945年9月5日
学歴
- 1963年：中央大学校政治外交学科入学
- 1995年：高麗大学校自然資源大学院修了
- 1995年：梨花女子大学校女性最高指導者過程修了

活動歴
- 1967年：DBS声優、演劇俳優
- 1972年：KBSタレント特別採用。
- 1986年〜89年：KBS劇会副会長
- 1988年〜90年：韓国芸能人労働組合代議員
- 1995年〜99年：漢陽女性八角会会長
- 1995年〜96年：ソウル市議会議員（東大門第三区）
- 1998年〜2000年：韓民族運動団体連合共同議長
- 2002年：第16代大統領選挙、ハンナラ党候補文化特補
- 2003年〜2004年：ハンナラ党城南市寿井区地区党委員長
- 2004年〜2005年：ハンナラ党常任運営委員
- 2008年〜2012年：第18代国会議員（親朴連帯→未来希望連帯→ハンナラ党→セヌリ党）
- 2012年〜2016年：第19代国会議員（セヌリ党）
- 2014年〜2016年：セヌリ党最高委員

その他
- 1995年：殉国先烈遺族会理事
- 1998年：社団法人白冶金佐鎮将軍記念会常任理事
- 2002年：韓中友誼公園有限公司代表理事
- 2004年：大韓独立軍瀋陽会会長
- 2008年：
  - 独立記念館理事
  - 国会、規制改革特別委員会委員
- 全州又石大学校兼任教授
- 韓国女子野球連盟会長

出典：김을동 국회의원（金乙東国会議員）.大韓民国国会ホームページ국회의원 소개（国会議員紹介）2012年1月26日閲覧

## 出演作品
凡例：TBC（東洋放送）、KBS（韓国放送公社）、MBC（文化放送）、SBS（ソウル放送）

### テレビドラマ
- 1973年：TBC「真っ白いバラ」
- 1984年：KBS「明け方」
- 1985年
  - KBS「黒寡婦 テレビ文学館」　
  - KBS「歴史は流れる」
  - KBS「タンチュドンの人々」
  - KBS「日が昇る丘」
  - KBS「天命」
  - MBC「言葉だけ中産層」
  - KBS「赤色地帯」
  - KBS「男は孤独で」
- 1995年：KBS「西宮」
- 1996年：KBS「龍の涙」
- 1997年：SBS「OK牧場 ショートコメディ」
- 1998年：KBS「うわさ」（日曜ベスト）
- 1999年：SBS「波」
- 2000年：KBS「とても特別な別れ」（日曜ベスト）
- 2001年：MBC「息子の嫁たち」（正月特集名節連作ドラマ）
- 2002年：KBS「張禧嬪」
- 2006年：KBS「青春ドラマ　四捨五入3」
- 2007年
  - MBC「キムチ・チーズ・スマイル」シン家母役
  - KBS「ヨメ全盛時代」ボクスの祖母、オ・ヒョンシム役

### 映画
- 1982年：「娼婦物語 激愛」
- 1987年：「桃花」
- 1990年：「愛は今から始まりさ」
- 2003年：「ナチュラルシティ」
- 2005年：「麻婆島（マバド）」
- 2006年：「カリスマ脱出記」
- 2007年：「麻婆島（マバド）2」